# Connecticut Lakes

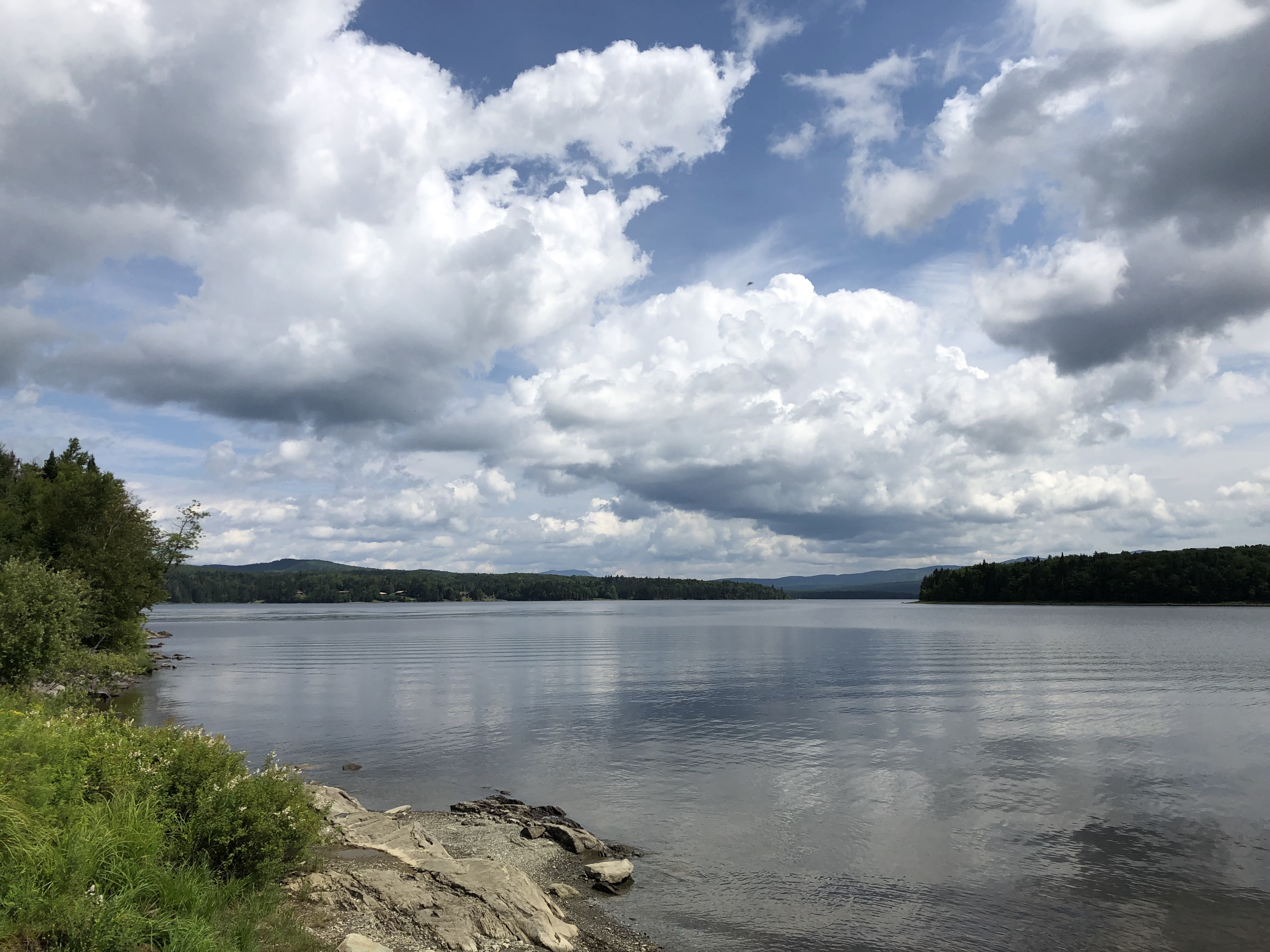
First Connecticut Lake

Die Connecticut Lakes sind eine Gruppe von Seen im Coos County im Norden von New Hampshire, USA, die am Oberlauf des Connecticut River liegen. Sie liegen entlang des nördlichsten Segments der U.S. Highway 3 zwischen dem Dorf Pittsburg und dem Grenzübergang nach Kanada südlich von Chartierville, Quebec. Die Seen befinden sich auf dem Gemeindegebiet von Pittsburg, doch nur der südlichste liegt in der Nähe des Ortes selbst. Der Connecticut Lakes State Forest erstreckt sich als schmales Band entlang der Straße vom Second Connecticut Lake See bis zur kanadischen Grenze.
Es gibt vier Seen:
- First Connecticut Lake
- Second Connecticut Lake
- Third Connecticut Lake
- Fourth Connecticut Lake

## Connecticut Lakes Natural Area
Die 10.000 ha rund um die Seen wurden 2002 vom New Hampshire Fish and Game Department als Landschutzgebiet ausgewiesen. Das Schutzgebiet erstreckt sich zwischen den Städten Clarksville und Pittsburg bis zur Grenze zu Kanada.